# Enchelycore octaviana
Enchelycore octaviana är en fiskart som först beskrevs av Myers och Wade, 1941.  Enchelycore octaviana ingår i släktet Enchelycore och familjen Muraenidae. IUCN kategoriserar arten globalt som livskraftig. Inga underarter finns listade i Catalogue of Life.